# کیکو فوجی
کیکو فوجی (انگلیسی: Keiko Fuji; ۵ ژوئیهٔ ۱۹۵۱ – ۲۲ اوت ۲۰۱۳) خواننده، و بازیگر اهل ژاپن بود.